# Anisfield-Wolf Book Award
Anisfield-Wolf Book Award – amerykańska nagroda literacka przyznawana od 1935 roku za wkład w zrozumienie podłoża rasizmu i docenienie różnorodności kulturowej na świecie.
Nagroda została zainicjowana przez poetkę i filantropkę Edith Anisfield Wolf jako wyraz zaangażowania swojej rodziny w kwestie sprawiedliwości społecznej. Z początku nagrodę sponsorował „The Saturday Review”, a od 1963 roku nagrodę przyznaje The Cleveland Foundation. Od lat 60. do 1996 roku jury przewodniczył Ashley Montagu, po czym funkcję tę przejął Henry Louis Gates.

## Laureaci

### Fikcja
- 2023 – Lan Samantha Chang(inne języki), The Family Chao i Geraldine Brooks, Horse
- 2022 – Percival Everett(inne języki), The Trees
- 2021 – James McBride(inne języki), Diakon kontra King Kong
- 2020 – Namwali Serpell(inne języki), The Old Drift
- 2019 – Tommy Orange(inne języki), Nigdzie indziej
- 2018 – Jesmyn Ward, Śpiewajcie, z prochów, śpiewajcie
- 2017 – Peter Ho Davies(inne języki), The Fortunes
- 2017 – Karan Mahajan(inne języki), The Association of Small Bombs
- 2016 – Mary Morris, The Jazz Palace
- 2015 – Marlon James, Krótka historia siedmiu zabójstw
- 2014 – Anthony Marra(inne języki), A Constellation of Vital Phenomena
- 2014 – Adrian Matejka(inne języki), The Big Smoke
- 2013 – Eugene Gloria(inne języki), My Favorite Warlord
- 2013 – Laird Hunt(inne języki), Kind One
- 2013 – Kevin Powers(inne języki), The Yellow Birds
- 2012 – Esi Edugyan, Half-Blood Blues
- 2011 – Nicole Krauss, Wielki dom
- 2011 – Mary Helen Stefaniak(inne języki), The Cailiffs of Baghdad, Georgia
- 2010 – Kamila Shamsie, Wypalone cienie
- 2009 – Louise Erdrich(inne języki), The Plague of Doves
- 2009 – Nam Le(inne języki), The Boat
- 2008 – Junot Díaz, Krótki i niezwykły żywot Oscara Wao
- 2008 – Mohsin Hamid, Uznany za fundamentalistę
- 2007 – Chimamanda Ngozi Adichie, Połówka żółtego słońca
- 2007 – Martha Collins(inne języki), Blue Front
- 2006 – Zadie Smith, O pięknie
- 2005 – Edwidge Danticat, The Dew Breaker
- 2004 – Edward P. Jones, Znany świat
- 2003 – Stephen L. Carter, Władca Ocean Park
- 2003 – Reetika Vazirani(inne języki), World Hotel
- 2002 – Colson Whitehead, John Henry Days
- 2000 – Chang-Rae Lee(inne języki), A Gesture Life
- 1999 – Russell Banks, Cloudsplitter
- 1998 – Walter Mosley, Always Outnumbered, Always Outgunned
- 1997 – Jamaica Kincaid, Autobiografia mojej matki
- 1996 – Madison Smartt Bell(inne języki), All Souls' Rising
- 1995 – Reginald Gibbons(inne języki), Sweetbitter: A Novel
- 1994 – Judith Ortiz Cofer(inne języki), The Latin Deli: Prose and Poetry
- 1993 – Sandra Cisneros(inne języki), Woman Hollering Creek and Other Stories
- 1990 – Dolores Kendrick(inne języki), The Women of Plums: Poems in the Voices of Slave Women
- 1988 – Nadine Gordimer, A Sport of Nature
- 1988 – Toni Morrison, Umiłowana
- 1985 – Breyten Breytenbach, Mouroir: Mirrornotes of a Novel
- 1969 – Gwendolyn Brooks, In the Mecca; Poems
- 1962 – Gina Allen, The Forbidden Man
- 1954 – Langston Hughes, Simple Takes a Wife
- 1951 – John Hersey, The Wall
- 1949 – Alan Paton, Płacz, ukochany kraju
- 1948 – Worth Tuttle Hedden(inne języki), The Other Room
- 1947 – Sholem Asch, East River
- 1945 – Gwethalyn Graham(inne języki), Earth and High Heaven

### Poezja
- 2023 – Saeed Jones(inne języki), Alive at the End of the World
- 2022 – Donika Kelly(inne języki), The Renunciations
- 2021 – Victoria Chang(inne języki), Obit
- 2020 – Ilya Kaminsky(inne języki), Deaf Republic
- 2019 – Tracy K. Smith(inne języki), Wade in the Water
- 2018 – Shane McCrae(inne języki), In the Language of My Captor
- 2017 – Tyehimba Jess(inne języki), Olio
- 2016 – Rowan Ricardo Phillips(inne języki), Heaven
- 2015 – Jericho Brown(inne języki), The New Testament
- 2015 – Marilyn Chin(inne języki), Hard Love Province

### Literatura faktu
- 2023 – Matthew F. Delmont, Half American
- 2022 – George Makari, Of Fear and Strangers: A History of Xenophobia, oraz Tiya Miles, All That She Carried
- 2021 – Natasha Trethewey, Memorial Drive. Wspomnienia córki oraz Vincent Brown, Tacky’s Revolt
- 2020 – Charles King, Gods of the Upper Air: How a Circle of Renegade Anthropologists Reinvented Race, Sex, and Gender in the Twentieth Century
- 2019 – Andrew Delbanco, The War Before the War: Fugitive Slaves and the Struggle for America's Soul from the Revolution to the Civil War
- 2018 – Kevin Young, Bunk: The Rise of Hoaxes, Humbug, Plagiarists, Phonies, Post-Facts, and Fake News
- 2017 – Margot Lee Shetterly, Hidden Figures
- 2016 – Lillian Faderman, The Gay Revolution: The Story of the Struggle
- 2015 – Richard S. Dunn, A Tale of Two Plantations
- 2014 – Ari Shavit, My Promised Land: The Triumph and Tragedy of Israel
- 2013 – Andrew Solomon, Far From the Tree
- 2012 – David Blight, American Oracle: The Civil War in the Civil Rights Era
- 2012 – David Livingstone Smith, Less Than Human: Why We Demean, Enslave, and Exterminate Others
- 2011 – David Eltis i David Richardson, Atlas of the Transatlantic Slave Trade
- 2011 – Isabel Wilkerson, The Warmth of Other Suns
- 2009 – Annette Gordon-Reed, The Hemingses of Monticello
- 2008 – Ayaan Hirsi Ali, Infidel
- 2007 – Scott Reynolds Nelson, Steel Drivin' Man: John Henry: the Untold Story of an American Legend
- 2006 – Jill Lepore, New York Burning: Liberty, Slavery, and Conspiracy in Eighteenth-Century Manhattan
- 2005 – A. Van Jordan, Macnolia: Poems
- 2005 – Geoffrey C. Ward, Unforgivable Blackness: The Rise and Fall of Jack Johnson (about boxer Jack Johnson)
- 2004 – Ira Berlin, Generations of Captivity: A History of African-American Slaves
- 2004 – Adrian Nicole LeBlanc, Random Family: Love, Drugs, Trouble, and Coming of Age in the Bronx
- 2003 – Samantha Power, A Problem from Hell: America and the Age of Genocide
- 2002 – Quincy Jones, Q: The Autobiography of Quincy Jones
- 2002 – Vernon E. Jordan Jr., Annette Gordon-Reed, Vernon Can Read!: A Memoir
- 2001 – David Levering Lewis, W. E. B. Du Bois: The Fight for Equality and the American Century 1919–1963
- 2001 – F.X. Toole, Rope Burns: Stories from the Corner
- 2000 – Edward W. Said, Out of Place: A Memoir
- 1999 – John Lewis, Michael D'Orso, Walking with the Wind: A Memoir of the Movement (about the American Civil Rights Movement)
- 1998 – Toi Derricotte, The Black Notebooks: An Interior Journey
- 1997 – James McBride, The Color of Water
- 1996 – Jonathan Kozol, Amazing Grace: The Lives of Children and the Conscience of a Nation
- 1995 – Brent Staples, Parallel Time: Growing Up in Black and White
- 1995 – William H. Tucker, The Science and Politics of Racial Research
- 1994 – David Levering Lewis, W. E. B. Du Bois: A Reader
- 1994 – Ronald Takaki, A Different Mirror: A History of Multicultural America
- 1993 – Kwame Anthony Appiah, In My Father's House: Africa in the Philosophy of Culture
- 1993 – Marija Alseikaite Gimbutas, The Civilization of the Goddess
- 1992 – Melissa Fay Greene, Praying for Sheetrock: A Work of Nonfiction
- 1992 – Peter Hayes, Lessons and Legacies I: The Meaning of the Holocaust in a Changing World
- 1992 – Elaine Mensh, Harry Mensh, The IQ Mythology: Class, Race, Gender, and Inequality
- 1992 – Marilyn Nelson, The Homeplace
- 1991 – Carol Beckwith, Angela Fisher, Graham Hancock, African Ark: People and Ancient Cultures of Ethiopia and the Horn of Africa
- 1991 – Walter A. Jackson, Gunnar Myrdal and America's Conscience: Social Engineering and Racial Liberalism, 1938–1987
- 1991 – Forrest G. Wood, The Arrogance Of Faith: Christianity and Race in America
- 1990 – Dolores Kendrick, The Women of Plums: Poems in the Voices of Slave Women
- 1990 – Hugh Honour, The Image of the Black in Western Art: Part 1
- 1989 – Taylor Branch, Parting the Waters: America in the King Years
- 1989 – Henry Louis Gates Jr., Collected Black Women's Narratives
- 1989 – George Lipsitz, Life In The Struggle
- 1989 – Peter Sutton, Dreamings: The Art of Aboriginal Australia
- 1988 – Jeffrey Jay Foxx i Walter F. Morris, Jr., Living Maya
- 1988 – Abigail M. Thernstrom, Whose Votes Count?: Affirmative Action and Minority Voting Rights
- 1987 – Arnold Rampersad, The Life of Langston Hughes
- 1987 – Gail Sheehy, Spirit of Survival
- 1986 – Donald Alexander Downs, Nazis in Skokie: Freedom, Community and the First Amendment
- 1986 – James North, Freedom Rising
- 1986 – Barton Wright i Clifford Bahnimptewa, Kachinas: A Hopi Artist's Documentary
- 1985 – David S. Wyman, The Abandonment of the Jews: America and the Holocaust 1941–1945
- 1984 – Jose Alcina Franch, Pre-Columbian Art
- 1984 – Humbert S. Nelli, From Immigrants to Ethnics: The Italian Americans
- 1983 – Richard Rodriguez, Hunger of Memory: The Education of Richard Rodriguez
- 1983 – Wole Soyinka, Aké: The Years of Childhood
- 1982 – Geoffrey G. Field, Evangelist of Race: The Germanic Vision of Houston Stewart Chamberlain
- 1982 – Peter J. Powell, People of the Sacred Mountain
- 1981 – Carol Beckwith i Tepilit Ole Saitoti, Maasai
- 1981 – Jamake Highwater, Song from the Earth: American Indian painting
- 1980 – Urie Bronfenbrenner, The Ecology of Human Development: Experiments by Nature and Design
- 1980 – Richard Borshay Lee, The !Kung San: Men, Women and Work in a Foraging Society
- 1979 – Phillip V. Tobias, The Bushmen: San hunters and herders of Southern Africa
- 1978 – Allan Chase, Legacy of Malthus
- 1978 – Maxine Hong Kingston, The Woman Warrior: Memoirs of a Girlhood Among Ghosts
- 1977 – Richard Kluger, Simple Justice
- 1977 – Michi Weglyn, Years of Infamy: The Untold Story of America's Concentration Camps
- 1976 – Lucy S. Dawidowicz, The War Against the Jews: 1933–1945
- 1976 – Thomas Kiernan, The Arabs: Their History, Aims, and Challenge to the Industrialized World
- 1976 – Raphael Patai i Jennifer P. Wing, The Myth of the Jewish race
- 1975 – Eugene D. Genovese, Roll, Jordan, Roll: The World the Slaves Made
- 1975 – Leon Poliakov, The Aryan Myth: A History of Racist and Nationalistic Ideas In Europe
- 1974 – Charles Duguid, Doctor and the Aborigines
- 1974 – Michel Fabre, The Unfinished Quest of Richard Wright
- 1974 – Albie Sachs, Justice in South Africa
- 1974 – Louis Leo Snyder, The Dreyfus Case: A Documentary History
- 1973 – Pat Conroy, The Water Is Wide
- 1973 – Betty Fladeland, Men & Brothers
- 1973 – Lee Rainwater, Behind Ghetto Walls: Black Family Life in a Federal Slum
- 1972 – George M. Fredrickson, The Black Image in the White Mind: The Debate on Afro-American Character and Destiny, 1817–1914
- 1972 – John S. Haller, Outcasts from Evolution: Scientific Attitudes of Racial Inferiority, 1859–1900
- 1972 – David Loye, The Healing of a Nation
- 1972 – Naboth Mokgatle, The Autobiography of an Unknown South African
- 1972 – Donald L. Robinson, Slavery in the Structure of American Politics, 1765–1820
- 1971 – Robert William July, A History of the African People
- 1971 – Carleton Mabee, Black Freedom: The Nonviolent Abolitionists from 1830 through the Civil War
- 1971 – Stan Steiner, La Raza: The Mexican Americans
- 1971 – Anthony Wallace, Death and Rebirth of Seneca
- 1970 – Dan T. Carter, Scottsboro: A Tragedy of the American South (about the Scottsboro boys)
- 1970 – Vine Deloria, Custer Died, Your Sins: An Indian Manifesto
- 1970 – Florestan Fernandes, The Negro in Brazilian Society
- 1970 – Audrie Girdner i Anne Loftis, The Great Betrayal: The Evacuation of the Japanese-Americans during World War II
- 1969 – E. Earl Baughman i W. Grant Dahlstrom, Negro and White Children: A Psychological Study in the Rural South
- 1969 – Leonard Dinnerstein, The Leo Frank Case
- 1969 – Stuart Levine i Nancy O. Lurie, The American Indian Today
- 1968 – Norman Rufus Colin Cohn, Warrant for Genocide: The Myth of the Jewish World Conspiracy and the Protocols of the Elders of Zion
- 1968 – Robert Coles, Children of Crisis: A Study of Courage and Fear
- 1968 – Raul Hilberg, The Destruction of the European Jews
- 1968 – Erich Kahler, The Jews among the Nations
- 1967 – David Brion Davis, The Problem of Slavery in Western Culture
- 1967 – Oscar Lewis, La Vida
- 1966 – H.C. Baldry, Unity Mankind Greek Thought
- 1966 – Claude Brown, Manchild in the Promised Land
- 1966 – Malcolm X i Alex Haley, The Autobiography of Malcolm X
- 1966 – Amram Scheinfeld, Your Heredity and Environment
- 1965 – Milton M. Gordon, Assimilation in American Life: The Role of Race, Religion and National Origins
- 1965 – James M. McPherson, The Struggle for Equality: Abolitionists and the Negro in the Civil War and Reconstruction
- 1965 – Abram L. Sachar, A History of the Jews, Revised Edition
- 1965 – James W. Silver, Mississippi: The Closed Society
- 1964 – Nathan Glazer i Daniel P. Moynihan, Beyond the Melting Pot: The Negroes, Puerto Ricans, Jews, Italians, and Irish of New York City
- 1964 – Harold R. Isaacs, The New World of Negro Americans
- 1964 – Bernard E. Olson, Faith and Prejudice
- 1963 – Theodosius Dobzhansky, Mankind Evolving
- 1962 – Dwight L. Dumond, Antislavery: The Crusade for Freedom in America
- 1962 – John Howard Griffin, Black Like Me
- 1961 – E.R. Braithwaite, To Sir, With Love
- 1961 – Louis E. Lomax, The Reluctant African
- 1960 – Basil Davidson, Lost Cities of Africa
- 1960 – John Haynes Holmes, I Speak for Myself
- 1959 – Martin Luther King Jr., Stride Toward Freedom: The Montgomery Story
- 1959 – George Eaton Simpson i J. Milton Yinger, Racial and Cultural Minorities:: An Analysis of Prejudice and Discrimination
- 1958 – Jessie B. Sams, White Mother
- 1958 – South African Institute of Race Relations, Handbook on Race Relations
- 1957 – Gilberto Freyre, Panowie i niewolnicy
- 1957 – Ojciec Trevor Huddleston, Naught for Your Comfort
- 1956 – John P. Dean i Alex Rosen, A Manual of Intergroup Relations
- 1956 – George W. Shepherd, They Wait in Darkness
- 1955 – Oden Meeker, Report on Africa
- 1955 – Lyle Saunders, Cultural Differences and Medical Care
- 1954 – Vernon Bartlett, Struggle for Africa
- 1953 – Farley Mowat, People of the Deer
- 1953 – Han Suyin, A Many-Splendoured Thing
- 1952 – Brewton Berry, Race Relations
- 1952 – Laurens Van Der Post, Venture to the Interior
- 1951 – Henry Gibbs, Twilight in South Africa
- 1950 – S. Andhil Fineberg, Punishment Without Crime
- 1950 – Shirley Graham, Your Most Humble Servant
- 1949 – J.C. Furnas, Anatomy of Paradise
- 1948 – John Collier, The Indians of the Americas
- 1947 – Pauline R. Kibbe, Latin Americans in Texas
- 1946 – St. Clair Drake i Horace Cayton, Black Metropolis: A Study of Negro Life in a Northern City
- 1946 – Wallace Stegner i redaktorzy ''Look'', One Nation
- 1945 – Gunnar Myrdal, An American Dilemma
- 1944 – Roi Ottley, New World A-Coming
- 1944 – Maurice Samuel, The World of Sholom Aleichem
- 1943 – Zora Neale Hurston, Dust Tracks on a Road: An Autobiography
- 1942 – Leopold Infeld, Quest: An Autobiography
- 1942 – James G. Leyburn, The Haitian People
- 1941 – Louis Adamic, From Many Lands
- 1940 – Edward Franklin Frazier, The Negro Family in the United States
- 1937 – Julian Huxley i A.C. Haddon, We Europeans: A Survey of "Racial" Problems
- 1936 – Harold Foote Gosnell, Negro Politicians: Rise of Negro Politics in Chicago

### Całokształt twórczości
- 2023 – Charlayne Hunter-Gault
- 2022 – Ishmael Reed
- 2021 – Samuel R. Delany
- 2020 – Eric Foner
- 2019 – Sonia Sanchez
- 2018 – N. Scott Momaday
- 2017 – Isabel Allende
- 2016 – Orlando Patterson
- 2015 – David Brion Davis
- 2014 – Wilson Harris
- 2014 – George Lamming
- 2012 – Wole Soyinka
- 2012 – Arnold Rampersad
- 2011 – John Edgar Wideman
- 2010 – Elizabeth Alexander
- 2010 – William Julius Wilson
- 2010 – Oprah Winfrey
- 2009 – Paule Marshall
- 2008 – William Melvin Kelley
- 2007 – Taylor Branch
- 2006 – William Demby
- 2005 – August Wilson
- 2004 – Derek Walcott
- 2003 – Adrienne Kennedy
- 2002 – Jay Wright
- 2001 – Lucille Clifton
- 2000 – Ernest Gaines
- 1999 – John Hope Franklin
- 1998 – Gordon Parks
- 1997 – Albert L. Murray
- 1996 – Dorothy West

Źródło.